# Norska folksagor
Norska folksagor (norska: Norske folkeeventyr) är titeln på den epokgörande samling folksagor som nedtecknades, sammanställdes och utgavs av Per Christian Asbjørnsen och Jørgen Moe. En första version trycktes mellan 1841 och 1844. Utgivningen räknas som en milstolpe i det norska skriftspråkets utveckling på väg mot en utbrytning ur danskan, det språk som hade varit norm inom den dansk-norska unionen sedan mitten av 1500-talet.
En av knäckfrågorna som utgivarna brottades med var huruvida sagorna skulle utges på norska dialekter eller om materialet skulle återges på danska. Asbjørnsen och Moe valde en kompromiss; en enkel språkdräkt där man slätade ut dialekterna men behöll berättelsernas form.